# 5 Возничего
5 Возничего (лат. 5 Aurigae, HD 31761) — тройная звезда в созвездии Возничего на расстоянии (вычисленном из значения параллакса) приблизительно 195 световых лет (около 60 парсеков) от Солнца. Видимая звёздная величина звезды — +5,95m. Возраст звезды оценивается как около 2,2 млрд лет.

## Характеристики
Первый компонент — жёлто-белая звезда спектрального класса F5V. Масса — около 1,48 солнечной, радиус — около 2,53 солнечных, светимость — около 10,623 солнечных. Эффективная температура — около 6553 К.
Второй компонент — жёлто-белая звезда спектрального класса F. Масса — около 1,5 солнечной. Орбитальный период — около 8,08 лет.
Третий компонент — оранжевая звезда спектрального класса K. Видимая звёздная величина звезды — +9,7m. Масса — около 0,82 солнечной, радиус — около 0,98 солнечного, светимость — около 0,489 солнечной. Эффективная температура — около 4874 К. Орбитальный период — около 1598 лет. Удалён на 3,4 угловых секунды.